# Laguna Poza del Salto
A Laguna Poza del Salto é um lago localizado na Guatemala. Localiza-se no departamento de Retalhuleu, Município de Retalhuleu.